# Абдул-Кадыр Герменчукский
Шейх Абдул-Кадыр Герменчукский, также Мулла Абдул-Кадыр — чеченский военный и религиозный деятель, имам Чечни, исламский проповедник (мулла), активный участник Кавказской войны 1817—1864. В начале 1822 года возглавил целый ряд чеченских обществ в борьбе против царской оккупации.

## Биография
Абдул-Кадыр был видным религиозным и военным деятелем Чечни первой половины 20-х годов XIX века.
В мае 1818 года имам Абдул-Кадыр, объединившись с Бейбулатом Таймиевым, пытался оказать сопротивление вторгшемуся в Чечню войску Ермолова. Первое сражение произошло рядом с аулом Старый-Юрт, второе — в районе реки Нефтянка. Уступавшие в численности и вооружении чеченцы отступили, а царские войска подступили к поселениям сунженских чеченцев.
24 мая 1821 года в селении Майртуп состоялось всечеченское собрание — Мехк-Кхеташо, на котором был избран имамом Чечни Магомед Майртупский и принято решение начать подготовку к всеобщему восстанию. Военно-организационные вопросы были возложены на Таймиева, также было решено отложить крупные выступления для усиленной подготовки и агитации перед началом военных действий.
Абдул-Кадыр, не согласившись с предложениями, выдвинутыми на съезде, начал военные действия против российских войск в районе рек Аргун, Басс, Джалка и Шовдан. Во время карательной экспедиции генерала Грекова в 1822 году в Чечне были уничтожены населённые пункты — Шали, Герменчук и Новые Атаги.
В начале 1822 года Абдул-Кадыр и Бейбулат Таймиев, заключив союз, начали подготовку восстания. Как доносил Греков, «в Герменчуке появился проповедник... Абдул-Кадыр, тамошний кадий», и «за спиной у него стоит всё тот же Бей-Булат с его громадным влиянием на население».
Абдул-Кадыр погиб 9 февраля 1822 года в боях против отряда Грекова в Шалинском лесу.